# Albert Hammond
Albert Hammond (ur. 18 maja 1944 w Londynie) – piosenkarz, kompozytor, autor tekstów i producent muzyczny. Ojciec gitarzysty Alberta Hammonda Jr.

## Życiorys
Urodził się 18 maja 1944 roku w Londynie, jego rodzice pochodzili z Gibraltaru, będącego zamorskim terytorium Wielkiej Brytanii. Przeprowadzili się do Londynu podczas II wojny światowej, ale krótko po narodzinach Alberta powrócili z nim do Gibraltaru.
W latach 60. XX wieku, będąc nastolatkiem, był członkiem gibraltarskiego zespołu The Diamond Boys. Zaprzyjaźnił się w tamtej dekadzie z muzykiem Mike’m Hazlewood’em, z którym przez kolejne lata współpracował. Grał w The Family Dogg, zespole który zadebiutował albumem Way of Life w 1969 roku. Hammond prawdziwą popularność zdobył w 1972 r. piosenką „It Never Rains in Southern California”. Piosenka osiągnęła 5 pozycję na liście Billboard Hot 100 i okazała się ogromnym sukcesem wokalisty.
Hammond jest autorem wielu tekstów także dla innych wykonawców, takich jak Whitney Houston, Duffy, Joe Cocker, Julio Iglesias czy Tina Turner.

## Życie prywatne
Mieszka w Los Angeles, jednak odwiedza także hiszpańskie wybrzeże w pobliżu rodzinnego Gibraltaru.
Jego syn Albert Hammond Jr. jest gitarzystą zespołu The Strokes.